# Edmund Kmita
Edmund Kita (zm. 1920) – polski student technologii, działacz polski w Petersburgu.
Studiował w Instytucie Technologicznym w Petersburgu, ale uczelni nie skończył. Aktywny działacz Związku Młodzieży Polskiej (Zet). W latach 1903–1910 był administratorem Kuchni Studenckiej Polskiej przy Instytucie Technologicznym. Był również członkiem zarządu Polskiego Towarzystwa Wzajemnej Pomocy Pracowników Umysłowych w Petersburgu. Współpracownik „Tygodnika Suwalskiego” (1912–1914). Zginął podczas wojny polsko-bolszewickiej.  